# 小島朋之
小島 朋之（こじま ともゆき、1943年9月9日 - 2008年3月4日）は、日本の政治学者。専門は、中国政治。

## 経歴・人物
1943年9月9日、広島県広島市南区生まれ。
1962年 福岡県立修猷館高等学校卒業、1967年 慶應義塾大学法学部政治学科卒業、1969年 同大学院法学研究科政治学専攻修士課程修了。1972年 カリフォルニア大学バークレー校歴史学部博士課程 (Ph.D　Candidate) 修了。1973年 慶應義塾大学大学院法学研究科政治学専攻博士課程単位満期取得退学。1984年 法学博士（慶應義塾大学、学位論文『中国共産党の大衆路線 : 大衆運動をめぐる毛沢東の政治指導、中央および地方の政治動態』）
1974年-1975年、在香港日本領事館外務省特別研究員、1975年同職を退官し、京都外国語大学助教授に就任。1982年同大学退職、京都産業大学法学部教授。1984年-1985年 在北京日本大使館専門調査員（在外派遣・兼任）。1991年同大学退職、慶應義塾大学総合政策学部教授。2000年、『現代中国の政治 その理論と実践』で第16回大平正芳記念賞受賞。2001年-2007年 同学部長、同大学院政策・メディア研究科長。
2008年3月4日 慶應義塾大学病院にて脳腫瘍のため入院治療していたが死去（64歳没）
長く現代中国に関する時事分析を行なったことで知られ、2006年からは日中歴史共同研究の日本側委員を務めた。また、1997年10月からアジア政経学会第15代理事長（- 1999年）を務めた。

## 2002年の李登輝訪日中止への関与
2002年、慶應義塾大学の学術系サークルである経済新人会が、三田祭において李登輝・前台湾総統の講演会を企画した。櫻井よしこによると、小島は『産経新聞』（2002年10月2日）が講演予定を報じた2日後の2002年10月4日、李に訪日の再考を促すメールを送付した。
金美齢は、「小島教授は、事前の連絡が皆無、準備期間もなく困惑、自分と国分（良成）教授の面子が失われると書いて、せっかくの、学生たちによる李前総統への招待を退けようとしたのです」と述べ、小島の行動を非難した。これに対し小島は、「通知のなかったことは、従前の李前総統と私の交流の実績からみて遺憾で、私の面子は失われた」「時間的に今回は準備が困難」「ゆえに訪日は再考してほしい」「将来のことなら時間をかけて準備、歓迎したい」の4点を李側に伝えたとし、金がメールの内容を公表したことを非難した。
李登輝の代理人によれば、小島・国分側から、李を説得するため2人で訪台する旨が伝えられたが、李は「後ろ向きの説得なら会わない」として、面会を断った。
講演会は、李が日本の外務省からビザの発給を拒否されたことで訪日できなかったため、実現しなかった。

## 著書

### 単著
- 『中国政治と大衆路線――大衆運動と毛沢東、中央および地方の政治動態』（慶應通信, 1985年）
- 『中国の政治社会』（芦書房、1986年）
- 『変わりゆく中国の政治社会――転換期の矛盾と摩擦』（芦書房, 1988年）
- 『生きた中国学――最近中国事情』（学陽書房, 1988年）
- 『さまよえる中国――「鄧以後」90年代のシナリオ』（時事通信社, 1989年）
- 『模索する中国――改革と開放の軌跡』（岩波書店［岩波新書］, 1989年）
- 『岐路に立つ中国――どうなる鄧小平以後』（芦書房, 1990年）
- 『中国共産党の選択――五つのシナリオ』（中央公論社［中公新書］, 1991年）
- 『中国が香港になる日――統一か分裂か』（時事通信社, 1992年）
- 『脱社会主義への中国』（芦書房, 1992年）
- 『構造転換の中国』（芦書房, 1994年）
- 『鄧小平のいない中国』（日本経済新聞社, 1995年）
- 『新世紀の中国』（芦書房, 1996年）
- 『中国のゆくえ――この国が世界を決める』（時事通信社, 1997年）
- 『中国現代史――建国50年、検証と展望』（中央公論新社［中公新書］, 1999年）
- 『現代中国の政治――その理論と実践』（慶應義塾大学出版会, 1999年）
- 『富強大国の中国――江沢民から胡錦濤へ』（芦書房, 2003年）
- 『中国の政治社会――富強大国への模索』（芦書房, 2005年）
- 『崛起する中国――日本はどう中国と向き合うのか？』（芦書房, 2005年）
- 『和諧をめざす中国』（芦書房, 2008年）

### 共著
- （渡辺利夫）『毛沢東と鄧小平』（NTT出版, 1994年）
- （高井潔司・高原明生・阿部純一）『中国の時代――21世紀への超大国が生まれる』（三田出版会, 1995年）
- （国分良成・倉田秀也・高橋伸夫・谷垣真理子・長田彰文・中見立夫・平岩俊司・若林正丈）『東アジア』（自由国民社, 1997年）
- （稲垣武・西岡力・渡辺利夫・岡崎久彦・田久保忠衛） 『アジアは油断大敵！　北朝鮮、香港、中国…動乱のシナリオを読む』 （PHP研究所、1997年）
- （渡辺利夫・江畑謙介・岡崎久彦・中嶋嶺雄）『「台湾問題」の先にある日本の危機――緊急提言田中真紀子外相に捧ぐ』（ビジネス社、2001年）

### 編著
- 『21世紀に向かうアジアと日本』（芦書房, 1993年）
- 『アジア時代の日中関係――過去と未来』（サイマル出版会, 1995年）
- 『中国の環境問題――研究と実践の日中関係』（慶應義塾大学出版会, 2000年）
- 『21世紀の中国と東亜』（一藝社, 2003年）

### 共編著
- （小此木政夫）『東アジア危機の構図』（東洋経済新報社, 1997年）
- （家近亮子）『歴史の中の中国政治――近代と現代』（勁草書房, 1999年）
- （竹田いさみ）『東アジアの安全保障』（南窓社, 2002年）
- （香川敏幸）『総合政策学の最先端（4）新世代研究者による挑戦』（慶應義塾大学出版会, 2003年）
- （孫福弘・熊坂賢次）『未来を創る大学――慶應義塾大学湘南藤沢キャンパス(SFC)挑戦の軌跡』（慶應義塾大学出版会, 2004年）
- （山田辰雄・小此木政夫）『現代東アジアの政治』（放送大学教育振興会, 2004年）
- （厳網林）『日中環境政策協調の実践』（慶應義塾大学出版会, 2008年）

### 訳書
- J・R・タウンゼント『現代中国――政治体系の比較分析』（慶應通信, 1980年）

## 関連文献
- 加茂具樹「小島朋之先生を偲んで」『アジア研究』第54巻第4号、アジア政経学会、2008年、1-2頁、doi:10.11479/asianstudies.54.4_1。